# Partido Democrático de Tayikistán
El Partido Democrático de Tayikistán (en tayiko: Ҳизби демократии Тоҷикистон Hizbi Demokratii Tojikiston) es un partido político tayiko, fundado en 1990 por Mahmadruzi Iskandarov. Junto con otros partidos de oposición, fue proscrito entre julio de 1993 y agosto de 1999.
En virtud a la cuota del 30% establecida por el Acuerdo de Paz que dio fin a la Guerra civil tayika, algunos miembros del partido fueron nombrados para cargos gubernamentales y administrativos. Iskandarov, quién había sido presidente del partido desde su restablecimiento en 1999, fue jefe del monopolio estatal de gas Tajikgaz, entre 2001 y 2003.
El partido no obtuvo ningún escaño en las elecciones legislativas realizadas entre el 27 de febrero y el 13 de marzo de 2005, pero los porcentajes no estuvieron disponibles. El partido boicoteó las elecciones presidenciales de 2006. El 15 de abril de 2005, el miembro fundador Mahmadruzi Iskandarov fue ilegalmente secuestrado por las agencias de seguridad rusas en la ciudad de Koroliov, enviado a Tayikistán y condenado a 23 años en cárcel. Tras ello, Masud Sobirov lo sucedió como el líder del partido.